# Aszklépiadészi sor
Az aszklépiadészi sor különböző, Aszklépiadésznek tulajdonított, de már Alkaiosznál és Szapphónál is előforduló verssorok elnevezése.
A kis aszklépiadészi verssor a hagyományos értelmezés szerint trocheusokból és daktilusokból épült versmérték: 
– υ | – υ υ | – || – υ υ | – υ | – ^
Más felfogás szerint a kis aszklépiadészi sor a glükóni verssorból ered a choriambikus elem megismétlése által, s ütemekre nem bontható: 
– – – υ υ – – υ υ – υ –
A nagy aszklépiadészi verssor a hagyományos értelmezés szerint a kis aszklépiadészi verssor kibővítése egy daktilikus diméterrel, illetve choriambussal:
– υ | – υ υ | – || – υ υ | – | – υ υ | – υ | – ^
Az ütemekre nem bontható glükóni verssorból eredeztetett változatban a sor két choriambikus elemmel bővül: 
– – – υ υ – – υ υ – – υ υ – υ –

## Az aszklépiadészi versszakok
Öt különféle időmértékes versszak elnevezése. 

### A nagy aszklépiadészi versszak
Nagy aszklépiadészi verssorokból épül fel. Már Alkaiosznál és Szapphónál előfordultak ilyen sorokban írt töredékek és Horatius is alkalmazta latin nyelvű költeményeiben.

### A kis aszklépiadészi versszak
Kis aszklépiadészi sorokból épül fel, Alkaiosz, Horatius alkalmazta.
A további három aszklépiadészi versszakot – mindegyik Horatius alkotása – a magyar verstani irodalom különbözőképpen számozza. 

### 1. aszklépiadészi strófa
A Világirodalmi lexikon szerint az első aszklépiadészi versszak három kis aszklépiadészi sorból és egy glükóni sorból áll. Képlete a horatiusi gyakorlat figyelembe vételével:
– – – υ υ – / – υ υ – υ –
– – – υ υ – / – υ υ – υ –
– – – υ υ – / – υ υ – υ –
– – – υ υ – υ –
A magyar időmértékes verselésben az aszklépiadészi versszak különböző formáit leggyakrabban Baróti Szabó Dávid, Virág Benedek, Dayka Gábor, Csokonai Vitéz Mihály, Vályi Nagy Ferenc, Fazekas Mihály, Kazinczy Ferenc alkalmazta. Legismertebb példája Berzsenyi Dániel A közelítő tél című verse:
Hervad már ligetünk, s díszei hullanak,
Tarlott bokrai közt sárga levél zörög.
Nincs rózsás labyrinth, s balzsamos illatok
Közt nem lengedez a Zephyr.

### 2. aszklépiadészi strófa
A második aszklépiadészi versszak első két sora kis aszklépiadészi sor, ezt követi egy perekrátészi sor majd egy glükóni sor:
– – – υ υ – / – υ υ – υ –
– – – υ υ – / – υ υ – υ –
– – – υ υ – –
– – – υ υ – υ –
A modern magyar költészetben Babits Mihály Zsendül már a tavasz című verse legismertebb ebben a formában:
Zsendül már a tavasz langy hegyek oldalán.
Pöttöm kis nefelejcs nyitja ijedt szemét.
Halk fák gyönyörű gyöngéd
ujja rajzol a színes ég…

### 3. aszklépiadészi strófa
A harmadik aszklépiadészi versszak valójában két párversből álló versszak, ahol mindkét párvers egy glükóni és egy kis aszklépiadészi sorból épül fel:
– – – υ υ – υ –
– – – υ υ – / – υ υ – υ –
– – – υ υ – υ –
– – – υ υ – / – υ υ – υ –
Példaként lássuk Berzsenyi Dániel A megelégedés című versét:
Nem kér kínai pamlagot,
Sem márványpalotát a Megelégedés.
Többszer múlatoz a szegény
Földmíves küszöbén s durva darócain…